# カユーマルス
カユーマルス（کیومرث）は、フェルドウスィーの叙事詩『シャー・ナーメ』におけるペルシア初代の王である。ゾロアスター教の聖典『アヴェスター』に登場するガヨー・マラタン（パフラヴィー語文献における原初の人間ガヨーマルト）が、そのモデルとなっている。
カユーマルスは物語の最初に登場する。ペルシアに文化をもたらし、邪神アフリーマンと戦う。豹の皮の服を着ており、あらゆる人間や動物が彼に祈りを捧げていた。アフリーマンの息子に愛息スィヤーマクを殺されるが、その息子フーシャングが敵討ちを遂げるのを見届け、カユーマルスは30年の在位を終えて没する。